# دنفر كويلو
دنفر كويلو مواليد 12 ديسمبر 1986 في الفلبين، هو ملاكم محترف فلبيني. حقق بطولة المجلس العالمي للملاكمة.

## إحصائيات
خاض خلال مسيرته 47 نزالا، فاز في 36 وتعادل في 6 وخسر في 5. فاز بالضربة القاضية في 24 نزالا.

## روابط خارجية
- دنفر كويلو على موقع بوكس ريك (الإنجليزية) (registration required)